# Frederico Westphalen
Frederico Westphalen este un oraș în Rio Grande do Sul (RS), Brazilia.